# Naturschutzgebiet Westernahtal
Das Naturschutzgebiet Westernahtal mit einer Größe von 16,4 ha liegt nördlich von Huxel im Stadtgebiet von Schmallenberg. Das Gebiet wurde 2008 mit dem Landschaftsplan Schmallenberg Südost durch den Hochsauerlandkreis als Naturschutzgebiet (NSG) ausgewiesen.

## Gebietsbeschreibung
Beim NSG handelt es sich um das Westernahbachtal. Das Wiesental weist Feucht- und Nassgrünland auf. In den Gebüschbereichen brütet u. a. der Neuntöter.

## Pflanzenarten im NSG
Auswahl vom Landesamt für Natur, Umwelt und Verbraucherschutz Nordrhein-Westfalen dokumentierter Pflanzenarten: Acker-Witwenblume, Ährige Teufelskralle, Bach-Nelkenwurz, Blutwurz, Braun-Segge, Breitblättriger Dornfarn, Breitblättriger Rohrkolben, Buschwindröschen, Echter Baldrian, Echtes Mädesüß, Echtes Springkraut, Fuchssches Greiskraut, Gegenblättriges Milzkraut, Gelb-Segge, Gewöhnliches Ferkelkraut, Hain-Gilbweiderich, Hain-Sternmiere, Hirse-Segge, Kleine Bibernelle, Kleiner Baldrian, Kohldistel, Kriechender Hahnenfuß, Kuckucks-Lichtnelke, Rot-Schwingel, Scharbockskraut, Schlangen-Knöterich, Schmalblättriges Wollgras, Spitzblütige Binse, Spitzlappiger Frauenmantel, Sumpf-Pippau, Sumpf-Vergissmeinnicht, Teich-Schachtelhalm, Wald-Ehrenpreis, Wald-Ziest, Wiesen-Platterbse, Wiesen-Sauerampfer, Winkel-Segge und Wolliges Honiggras.

## Schutzzweck
Das NSG soll das Wiesental mit Arteninventar schützen.
Wie bei allen Naturschutzgebieten in Deutschland wurde in der Schutzausweisung darauf hingewiesen, dass das Gebiet „wegen der Seltenheit, besonderen Eigenart und Schönheit des Gebietes“ zum Naturschutzgebiet wurde.